# Avro Anson
Avro Anson var ett av de första enkelvingade planen som användes av brittiska flygvapnet.
Den första Anson som tillverkades användes för spaningsuppdrag. Trots att den var föråldrad när andra världskriget bröt ut 1939, utgjorde den ryggraden i den brittiska kustbevakningen tills den togs ur drift 1941.
Sammanlagt tillverkades 11 020 exemplar av planet fram till 1952.